# Coscinodiscophytina
Sous-embranchement
La sous-division des Coscinodiscophytina est l’une des deux sous-divisions de diatomées de la division des Bacillariophyta.

## Liste des classes
Selon AlgaeBase (8 février 2019) :
- classe des Coscinodiscophyceae Round & R.M.Crawford